# Karl Ramge
Karl Ramge (* 1. Dezember 1920 in Mannheim; † 23. August 2013 in Plankstadt) war ein deutscher Fußballspieler. Der zumeist auf der Position des linken Außenläufers im damaligen WM-System eingesetzte Spieler des SV Waldhof Mannheim, stand mit seinem Verein am 28. April 1940 im Finale um den Tschammerpokal 1939 und im Halbfinale um die deutsche Fußballmeisterschaft 1940.

## Karriere
Der auf dem Waldhof aufgewachsene, dort zur Schule gegangene und bei der Firma Heubling in Mannheim eine kaufmännische Ausbildung absolvierte Ramge, war um die Jahreswende 1930/31 dem SV Waldhof beigetreten und gehörte von 1938 bis 1942 und nach der Rückkehr aus sowjetischer Kriegsgefangenschaft von 1949 bis 1950 der Ligamannschaft der Blau-Schwarzen als Außenläufer an. Als Waldhof am 15. Januar 1939 das Auswärtsspiel beim Freiburger FC mit 1:2 verloren hatte, schlug die Stunde des 18-jährigen Nachwuchsspielers. Er debütierte acht Tage später, am 22. Januar, beim Auswärtsspiel gegen den Karlsruher FV bei einer 1:3-Niederlage an der Seite von Mitspielern wie Ernst Drayß, Georg Siegel, Helmut Schneider, Ernst Heermann, Karl Bielmeier, Georg Herbold, Cousin Erb und Ludwig Günderoth in der Gauliga Baden. Am Ende seiner Premierensaison, 1938/39, hatte der Cousin von Angreifer Josef "Seppl" 'Erb in der Gauliga Baden vier Ligaspiele absolviert. Zur Saison 1939/40 wurde die Gauliga in drei Gruppen aufgeteilt, ging er mit seiner Mannschaft als Meister aus der Gruppe Nordbaden hervor, wie auch aus der sich anschließenden Endrunde um die Gaumeisterschaft Baden. Diese beiden Erfolge vermochte seine Mannschaft auch am Ende der Saison 1941/42 zu wiederholen.
In der Endrunde um die Deutsche Meisterschaft 1939/40 bestritt er zunächst alle sechs Spiele der Gruppenphase, schloss diese mit seiner Mannschaft als Sieger vor dem 1. FC Nürnberg und Kickers Stuttgart ab und zog mit ihr ins Halbfinale ein. In diesem unterlag der SV Waldhof Mannheim am 21. Juli 1940 in Stuttgart dem FC Schalke 04 mit 1:3. Er bestritt daraufhin auch die beiden Spiele um Platz 3. Da die erste Begegnung mit dem SK Rapid Wien am 21. Juli mit dem Ergebnis von 4:4 nach Verlängerung keinen Sieger hervorgebracht hatte, wurde diese Begegnung eine Woche später wiederholt und mit 2:5 in Wien verloren. In allen neun Spielen in der Endrunde um die deutsche Fußballmeisterschaft war Ramge im schwarz-blauen Dress des SV Waldhof aufgelaufen.
In dem seit 1935 neu geschaffenen Pokalwettbewerb für Vereinsmannschaften um den Tschammerpokal, kam er 1939 in allen acht Spielen zum Einsatz, als das Finale erreicht wurde. Das am 28. April 1940 im Berliner Olympiastadion ausgetragene Endspiel endete mit einer 0:2-Niederlage gegen den 1. FC Nürnberg, Ramge hatte mit Hans Mayer und Kapitän Ernst Heermann die Läuferreihe gebildet. Herausragend dabei waren die Erfolge gegen Admira Wien (1:0), Eintracht Frankfurt (1:0), den Hamburger SV mit deren Stars wie Edmund Adamkiewicz, Rudolf Noack, Erwin Seeler und Heinz Spundflasche, sowie die folgenden drei Auseinandersetzungen im Halbfinale gegen SC Wacker Wien um deren Leistungsträger Josef Pekarek, Ernst Reitermaier, Karl Walzhofer und Karl Zischek. Das Heimspiel am 31. März endete 1:1 nach Verlängerung, die erste Wiederholung am 7. April in Wien wiederum nach Verlängerung 2:2 und die 2. Wiederholung in Mannheim vor 20.000 Zuschauern, erneut nach Verlängerung, 0:0. Durch Losentscheid zogen Ramge und Kollegen in das Finale ein.
Seine zwei letzten Gauligaeinsätze hatte Ramge im Oktober und November 1942 bei den Spielen gegen den VfB Mühlburg (2:3) und Feudenheim (4:2). Danach verhinderten die Umstände des Zweiten Weltkriegs weitere Spielmöglichkeiten.
Ramge hat mehrere Spiele mit der Stadtauswahl Mannheim absolviert und hatte bereits am 3. März 1940 in der Gauauswahl von Baden beim Spiel gegen die Auswahl von Mitteldeutschland bei einem 7:2-Erfolg debütiert. Er bildete dabei mit Vereinskamerad Heermann und dem VfR Mannheim-Akteur Werner Feth die Läuferreihe. Im Oktober 1940 erhielt er seinen Einberufungsbescheid und befand sich 12 Monate später kurz vor Leningrad, wo er in einer Artillerie-Einheit Dienst verrichtete. Ende 1944 begann der Rückzug seiner Einheit der ihn über Estland und Lettland bis in die Nähe von Riga brachte, ehe er im Mai 1945 in russische Kriegsgefangenschaft geriet, aus der er erst 1949 entlassen wurde.
Nach seiner Rückkehr aus der Kriegsgefangenschaft bestritt er in der Oberligasaison 1949/50 nochmals acht Einsätze für Waldhof. Seine aktive Fußballerkarriere ließ er im Anschluss zunächst beim SV Schwetzingen in der seinerzeit drittklassigen 1. Amateurliga Nordbaden und dann beim FV 08 Hockenheim ausklingen. Mit Hockenheim wurde er 1952/53 Vizemeister in der 1. Amateurliga Nordbaden und nahm an den Spielen um die deutsche Amateurmeisterschaft teil.
Insgesamt hat der vormalige Gauliga- und Oberligaspieler von 1950 bis 1956 beim FV Hockenheim 155 Ligaspiele in der 1. Amateurliga Nordbaden absolviert und sieben Tore erzielt.

## Beruf und Tod
Der gelernte Kaufmann war während seiner Ligazeit bei Waldhof als „medizinische Hilfskraft“ beim Mannschaftsarzt des SVW beschäftigt, ehe er dann eine Anstellung in der Mannheimer Niederlassung der Firma Blaupunkt fand. Für den Elektronikkonzern war Ramge ab 1954 als Lagerist, später dann im Bürodienst tätig. Der dreifache Familienvater trat 1980 in den Ruhestand und engagierte sich vor allem in der Mannheimer Ortsgruppe der Spätheimkehrer. Er verstarb im Alter von 92 Jahren in einem Seniorenheim in Plankstadt.

## Erfolge
- Gaumeister Baden 1940, 1942
- Gaumeister Nordbaden 1940, 1942
- Tschammerpokal-Finalist 1939